# Xã Green Garden, Quận Will, Illinois
Xã Green Garden (tiếng Anh: Green Garden Township) là một xã thuộc quận Will, tiểu bang Illinois, Hoa Kỳ. Năm 2010, dân số của xã này là 4.010 người.